# Marianela (película de 1972)
Marianela es una película española de 30 de octubre de 1972 dirigida por Angelino Fons y basada en la novela homónima de Benito Pérez Galdós. Fue la primera película sin musical de Rocío Dúrcal.

## Argumento
Marianela (Rocío Dúrcal), una chica pobre y con el rostro desfigurado, sirve de lazarillo a su amo Pablo, un joven ciego de nacimiento y de familia adinerada. Pablo se enamora de la vitalidad y belleza interior de Marianela, imaginándosela como el ser más hermoso del mundo. Un día aparece Teodoro, un médico traído por su padre para que le devuelva la visión a Pablo. Marianela se hunde en la tristeza convencida de que Pablo la repudiará cuando vea su desfigurado rostro, y topa con una vida dura.
- Datos: Q5997491